# Crise de Saint-Domingue
Guerre des Bananes
Batailles
m
Guerre des Bananes :
- Cuba (1898–1922)

- Campagne de Cuba
- Deuxième occupation de Cuba (en)
- Rébellion noire (en)
- Troisième occupation de Cuba (en)

- Porto Rico (1898)

- Campagne de Porto Rico (en)

- Honduras (1903–1925)

- Occupation américaine du Honduras

- Nicaragua (1912–1933)

Occupation américaine du Nicaragua
- (Granada (en)
- Coyotepe Hill (en)
- La Paz Centro (en)
- Ocotal (en)
- San Fernando (en)
- Santa Clara (en)
- Talpaneca (en)
- Las Cruces (1re) (en)
- Las Cruces (2e) (en)
- Quilali (en)
- La Flor (en)
- Achuapa (en)
- Agua Carta (en)
- El Sauce (en))

- Mexique (1914)

- Occupation américaine de Veracruz

- Haïti (1915–1934)

Occupation d'Haïti par les États-Unis
- (Fort Dipitie (en)
- Fort Rivière (en)
- Port au Prince (1re) (en)
- Port au Prince (2e) (en))

- République dominicaine (1916–1924)

Première occupation de la République dominicaine par les États-Unis
- (Crise de Saint-Domingue
- Bataille de Las Trencheras
- Bataille de Guayacanas (en)
- Bataille de San Francisco de Macoris (en))

La crise de Saint-Domingue se réfère à un incident en 1904 impliquant la République dominicaine de Carlos Morales Languasco (en) et les États-Unis. Après la mort d'un marin de l'USS Yankee le 1er février, la marine des États-Unis et le corps des Marines lancent une expédition punitive couronnée de succès contre la ville de Saint-Domingue.